# Vlag van 's-Heerenhoek

Vlag van 's-Heerenhoek

De vlag van 's-Heerenhoek was een concept gemeentevlag voor de Zeeuwse gemeente 's-Heerenhoek. De vlag is opgebouwd uit drie even lange banen in zwart, geel en wit. Deze kleuren combineren de wapenkleuren van Brabant (zwart-geel), waar een aanzienlijk deel van de bevolking komt, met de pauselijke kleuren (geel-wit), die zijn gekozen vanwege de voornamelijk r.k. godsdienst. Daarnaast staat de vlag symbool voor de transformatie van de gemeente van zwarte armoede naar welvaart (goud en zilver). Bij een raadsbesluit van 6 november 1963 werd de vlag vastgesteld, waarmee de Hoge Raad van Adel niet akkoord kon gaan.
Tot 1 april 1970 vormde 's-Heerenhoek een zelfstandige gemeente, toen ging het op in de nieuwe gemeente Borsele en daardoor is het concept gemeentevlag geannuleerd. Later werd het ontwerp aangenomen als dorpsvlag.

## Verwante afbeeldingen

Het wapen van 's-Heerenhoek
Het wapen van Brabant
De vlag van de Kerkelijke Staat

Boschkapelle
· Cadzand
· Clinge
· Eede
· Graauw en Langendam
· Haamstede
· 's-Heer Arendskerke
· 's-Heerenhoek
· Heille
· Heinkenszand
· Hengstdijk
· Hoedekenskerke
· Hoek
· Hoofdplaat
· Koewacht
· Kwadendamme
· Nieuwerkerk
· Nieuwvliet
· Ossenisse
· Ouwerkerk
· Overslag
· Philippine
· Retranchement
· Rilland
· Scharendijke
· Serooskerke (Schouwen-Duiveland)
· Serooskerke (Veere)
· Sint Anna ter Muiden
· Sint-Annaland
· Sint Kruis
· Sirjansland
· Stoppeldijk
· Yerseke